# 투라 사타나
투라 사타나(Tura Satana, 1938년 7월 10일 ~ 2011년 2월 4일)는 미국의 배우, 에로 댄서이다. 영화 《더 빨리 푸시캣, 죽여라 죽여》와 영화 《우주 좀비》로 유명하다.